# Józsefvárosi víztorony
A Józsefvárosi víztorony (románul: Turnul de apă din Iosefin) műemlék épület Temesvár Józsefváros városrészében, Temes megyében, Romániában. A romániai műemlékek jegyzékében a TM-II-m-A-06122 sorszámon szerepel.

## Történelem
A Józsefvárosi víztorony 1913–1914 között épült a Gyárvárosi víztorony ikertestvéreként. Az 52 m magas tornyokat a városi vízhálózat két szélső pontján emelték; funkciójuk a napi fogyasztási csúcs kiegyenlítése volt.
Hasznosítását két éve tervezték, amikor 2019 februárjában pályázatot írtak ki kulturális központtá alakításának megtervezésére és előkészítésére.